# Impatiens messumbaensis
Impatiens messumbaensis är en balsaminväxtart. Impatiens messumbaensis ingår i släktet balsaminer, och familjen balsaminväxter.

## Underarter
Arten delas in i följande underarter:
- I. m. fimbrisepala
- I. m. messumbaensis